# Shift 2: Unleashed
A Shift 2: Unleashed (más néven: Need for Speed: Shift 2 Unleashed) a Need for Speed széria 17. része, amelyet a Slightly Mad Studios fejlesztett és az Electronic Arts adott ki. A játék Amerikában március 29-én, Európában pedig március 31-én jelent meg.
A játék a 2009-ben megjelent Need for Speed: Shift közvetlen folytatása, továbbfejlesztett játékélménnyel és szolgáltatásokkal. A játékban 37 gyártó 145 autója közül lehet választani, melyekkel 36 pályán, különböző játékmódokban versenyezhet a játékos. A versenyzők online is fel tudják venni egymás ellen a versenyt. A játék három fő újítást tartalmaz, a sisak nézetet, az éjszakai versenyzést és a Need for Speed: Hot Pursuit című játékban debütált Autolog rendszert.